# Alexis Saint Martin
Alexis Bidagan dit Saint Martin (ur. 8 kwietnia 1802, zm. 24 czerwca 1880) – kanadyjski coureur des bois, znany z udziału w eksperymentach nad trawieniem u ludzi, przeprowadzonych na nim przez lekarza armii amerykańskiej Williama Beaumonta między 1822 a 1833 rokiem.
Badania żołądka St-Martina doprowadziły do lepszego zrozumienia żołądka, soków żołądkowych i procesów trawienia.

## Wypadek
6 czerwca 1822 roku w punkcie handlu futrami na wyspie Mackinac, St-Martin został przypadkowo postrzelony z muszkietu z bliskiej odległości. Pocisk pozostawił w jego boku dziurę, która z czasem zagoiła się, tworząc otwartą przetokę prowadzącą z środowiska zewnętrznego, przez ścianę jamy brzusznej, do żołądka.
Ranę opatrzył stacjonujący na pobliskim posterunku wojskowym chirurg armii amerykańskiej - William Beaumont. Funkcje jelit wróciły do normy po około 17 dniach od interwencji lekarskiej.

## Eksperymenty
W tamtym czasie wiedza naukowa na temat trawienia była bardzo niewielka i Beaumont dostrzegł szansę, jaką dawała ta przetoka – mógł dosłownie obserwować procesy trawienia, zawieszając pokarm na sznurku w jego żołądku, a następnie wyciągając go w celu obserwacji w jakim stopniu został strawiony. Beaumont kontynuował badania na St-Martinie z przerwami aż do 1833 roku, przeprowadzając około 200 eksperymentów w ciągu 10 lat
Chirurg opublikował opis swoich eksperymentów w 1838 roku pod tytułem Eksperymenty i obserwacje dotyczące soku żołądkowego i fizjologii trawienia (ang. Experiments and Observations on the Gastric Juice, and the Physiology of Digestion). Beaumont przedstawił 51 wniosków na temat trawienia na podstawie swoich obserwacji Alexisa St-Martina i opartych na jego żołądku badań. Ustalił m.in. że warzywa są trawione wolniej niż mięso, że mleko koaguluje na początku procesu trawienia, a ruchy mięśniówki żołądka wspomagają trawienie. Jego praca potwierdziła teorię Williama Prouta, że soki żołądkowe zawierają kwas solny, a on sam odkrył, że sok żołądkowy jest wydzielany przez błonę śluzową żołądka.